# Pittura alpigiana dell'Appenzello e del Toggenburgo

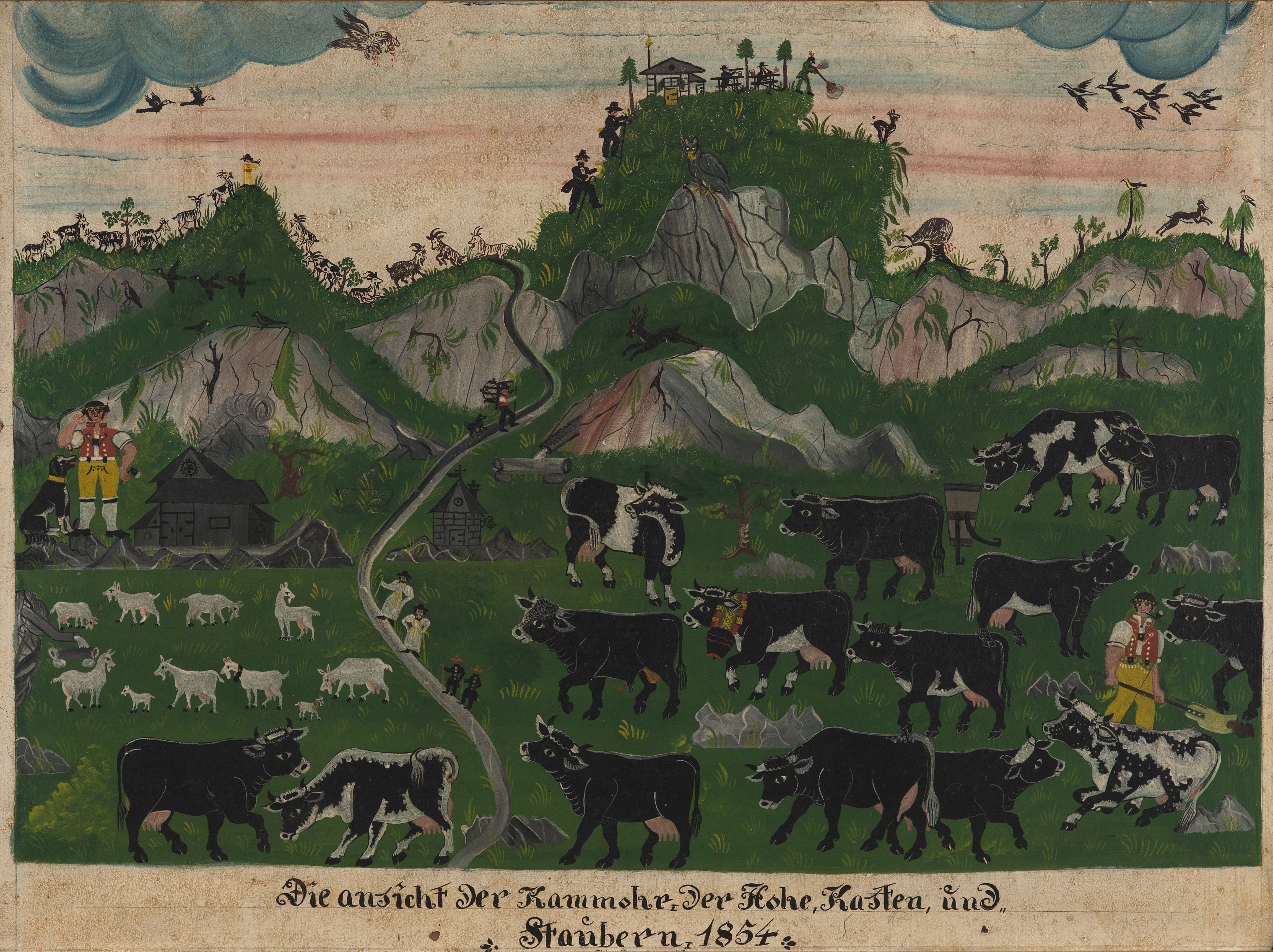
Viehweide unter Kamor, Hohem Kasten und Staubern (1854) di Bartholomäus Lämmler.

La pittura alpigiana dell'Appenzello e del Toggenburgo (in tedesco Senntumsmalerei) si sviluppò nel XIX secolo nelle comunità contadine nella Svizzera orientale. Fa parte della pittura contadina dell'Appenzello e del Toggenburgo, e si divide in pittura di mobili e in pittura alpigiana.
Le opere di pittura alpigiana furono commissionate da alpigiani e contadini che volevano che il loro mondo fosse rappresentato. Al centro dell'attenzione ci sono le mucche, che fin dal medioevo sono state di fondamentale importanza economica per la Svizzera orientale, gli alpeggi, la Alpfahrt (salita all'alpeggio) e le abitazioni contadine tipiche della regione. I pittori erano artigiani del villaggio che, in due o tre generazioni, posarono le basi per questo tipo di pittura alpigiana.

## Antecedenti
L'attuale pittura alpigiana dell'Appenzello e del Tonnenburgo ha circa 200 anni. Tuttavia, la prima rappresentazione di una mandria di mucche e della caccia agli uccelli risale alla fine del XVI secolo, e già tra il 1550 e il 1680 erano particolarmente apprezzate le vetrate raffiguranti il Säntis e i suoi dintorni. Nelle vetrate si trovavano anche rappresentazioni borghesi del mondo contadino. Con il declino dell'arte vetraria verso la fine del XVII si affermò l'arte della pittura dei mobili. Inizialmente, i mobili e gli organi da casa erano dipinti in maniera ornamentale, successivamente con motivi figurativi. I soggetti erano presi dal mondo biblico e rurale, ma mancavano le rappresentazioni di salite all'alpeggio.

## Pittori contadini classici del XIX secolo

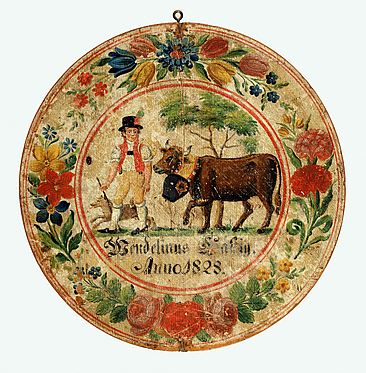
Fondo di secchio da latte attribuito a Conrad Starck con la scritta Wendelinus Hässig Anno 1828

Conrad Starck fu il precursore della tipica pittura alpigiana così come nota oggi, e fu uno dei pochi pittori di mobili dell'Appenzello e del Toggenburgo di quel periodo che acquisì una certa notorietà. Nella ghirlanda di una scatola datata 1809 lasciò la sua firma e la prima Sennenstreife (stricia con scene di alpeggio). Le successive Sennenstreife mostrano le salite all'alpeggio, rappresentando il viaggio come una lunga processione di mucche e alpigiani, ed erano attaccate sopra l'entrata delle stalle. A partire dal 1820 non era raro vedere contadini al lavoro e salite all'alpeggio fra i soggetti dei pittori di mobili. Dopo il 1850 tuttavia, la pittura di mobili andò in declino.

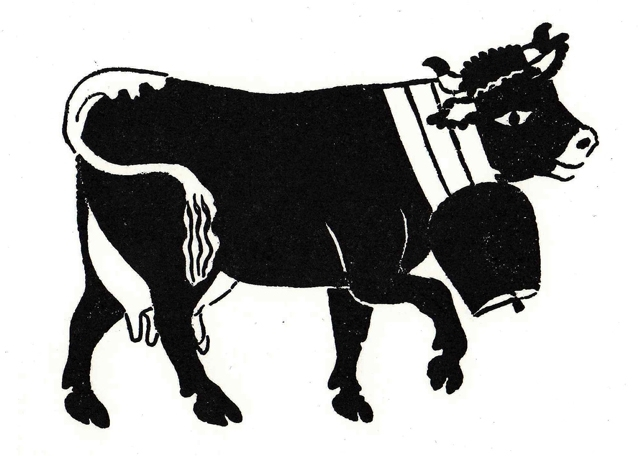
La cosiddetta Lämmlerkuh di Bartholomäus Lämmler, solitamente utilizzata in lunghe file all'interno di Sennenstreifen.

Il più antico Melkeimerbödeli (dipinto sul fondo di un secchio da latte) venne realizzato nel 1804 da un artista sconosciuto. Questa tavoletta rotonda e dipinta veniva attaccata al fondo del secchio del latte durante la salita e la discesa degli alpeggi e portata a spalla dall'alpigiano. Dopo il 1850 apparvero salite all'alpeggio o dipinti su tavola, che servivano come decorazioni murali nel soggiorno e sono ancora popolari oggi. Lo sviluppo della pittura su tavola risale a Bartholomäus Lämmler, che iniziò come pittore di mobili intorno al 1830 e, dopo il declino della pittura di mobili, dipinse fondi di secchi e Sennenstreifen. Nelle sue opere Lämmler ignorò con creatività le proporzioni e le regole della prospettiva, ed è considerato uno dei rappresentanti più importanti delle pitture alpigiane dell'Appenzello e del Tonnenburgo, anche se sono sopravvissuti solo pochi dei suoi dipinti su tavola.

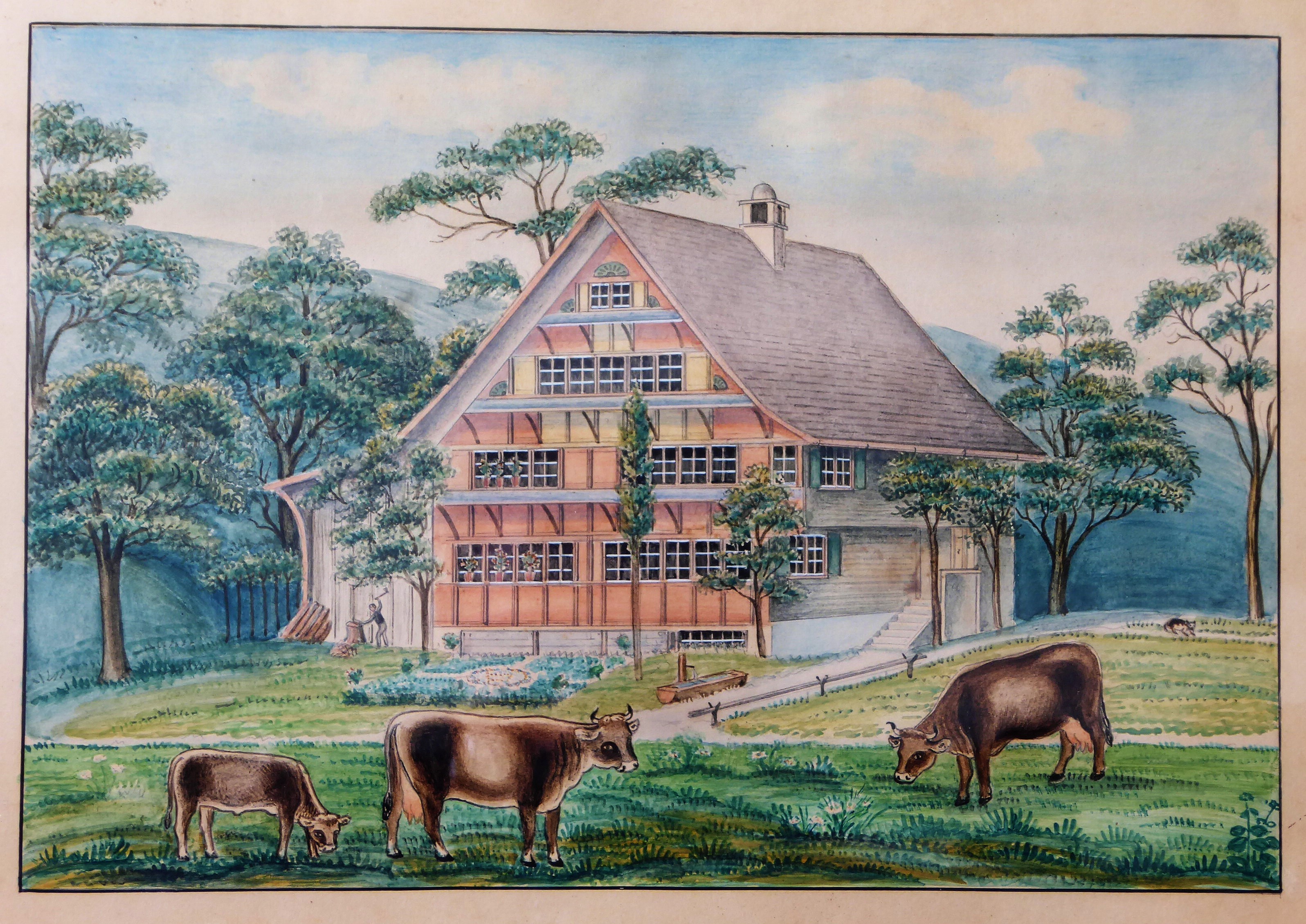
La casa d'infanzia del marito di Babeli Giezendanners a Hemberg, 1880 circa

I dipinti dell'orologiaio Johannes Müller sono particolarmente distinguibili nonostante i difetti grafici. Egli dipinse dipinto pitture alpigiane note per la con accurata disposizione di animali, persone e case. Müller creò un gran numero di dipinti su tavola e fondi di secchi ed ha esercitato una forte influenza su altri pittori.
L'unica pittrice alpigiana donna di questo periodo fu la venditrice ambulante del Toggenburgo Anna Barbara Aemisegger-Giezendanner, detta «s' Giezedanners Babeli», che ebbe anche dei contatti con Johannes Müller. Essa si distingue per un preciso stile di disegno, con il quale influenzò tutti i pittori contadini attivi nel Toggenburgo. A lei sono attribuiti album di poesie con immagini e testi, nonché raffigurazioni individuali di edifici domestici. Altro pittore operante all'epoca nella zona era Felix Brander, riparatore di tetti e operaio occasionale, che disegnava principalmente case singole.
Fra i pittori alpigiani appenzellesi di rilievo vi sono anche Johann Ulrich Knechtli, Franz Anton Heim, Johannes Zülle, Johann-Jakob Heuscher e Johann Baptist Zeller, il quale viene considerato come l'ultimo pittore alpigiano del periodo classico.

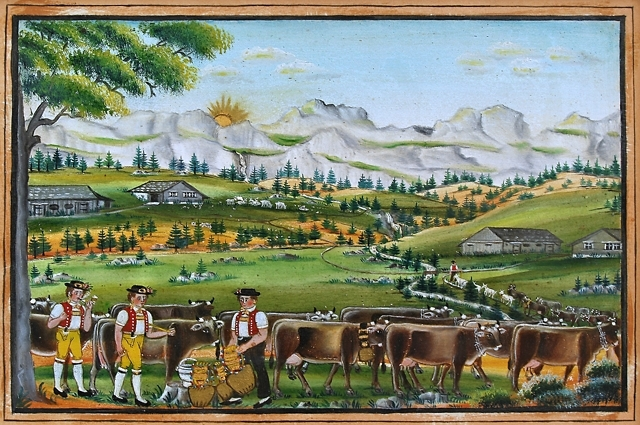
Johannes Müller: Ankunft auf der Alp, 1865 circa.
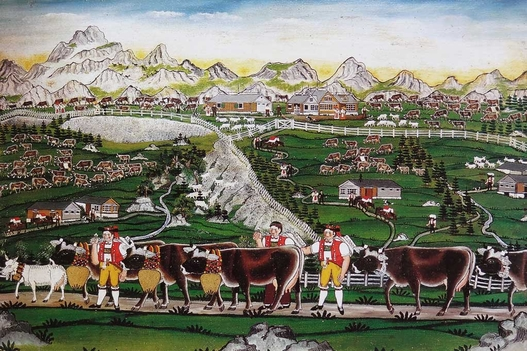
Johann Ulrich Knechtli: Hochalp, 1903
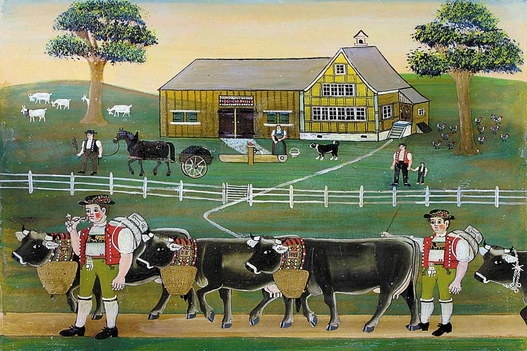
Franz Anton Haim: Alpabfahrt vor Bauernhaus, 1889
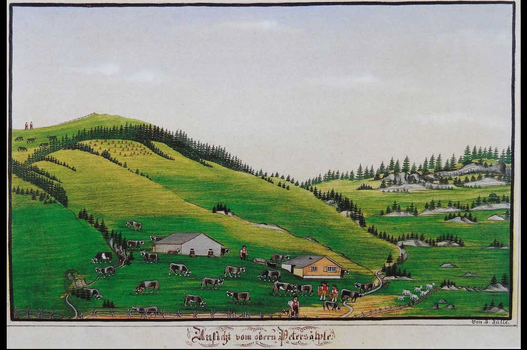
Johannes Zülle: Ansicht vom obern Petersälple, 1920 circa
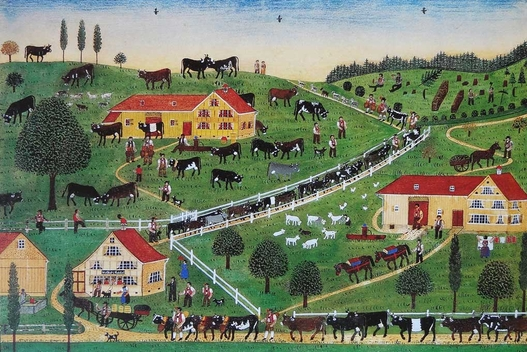
Johann Jakob Heuscher: Alpfahrt bei der Wirtschaft zum Sennhof, 1895
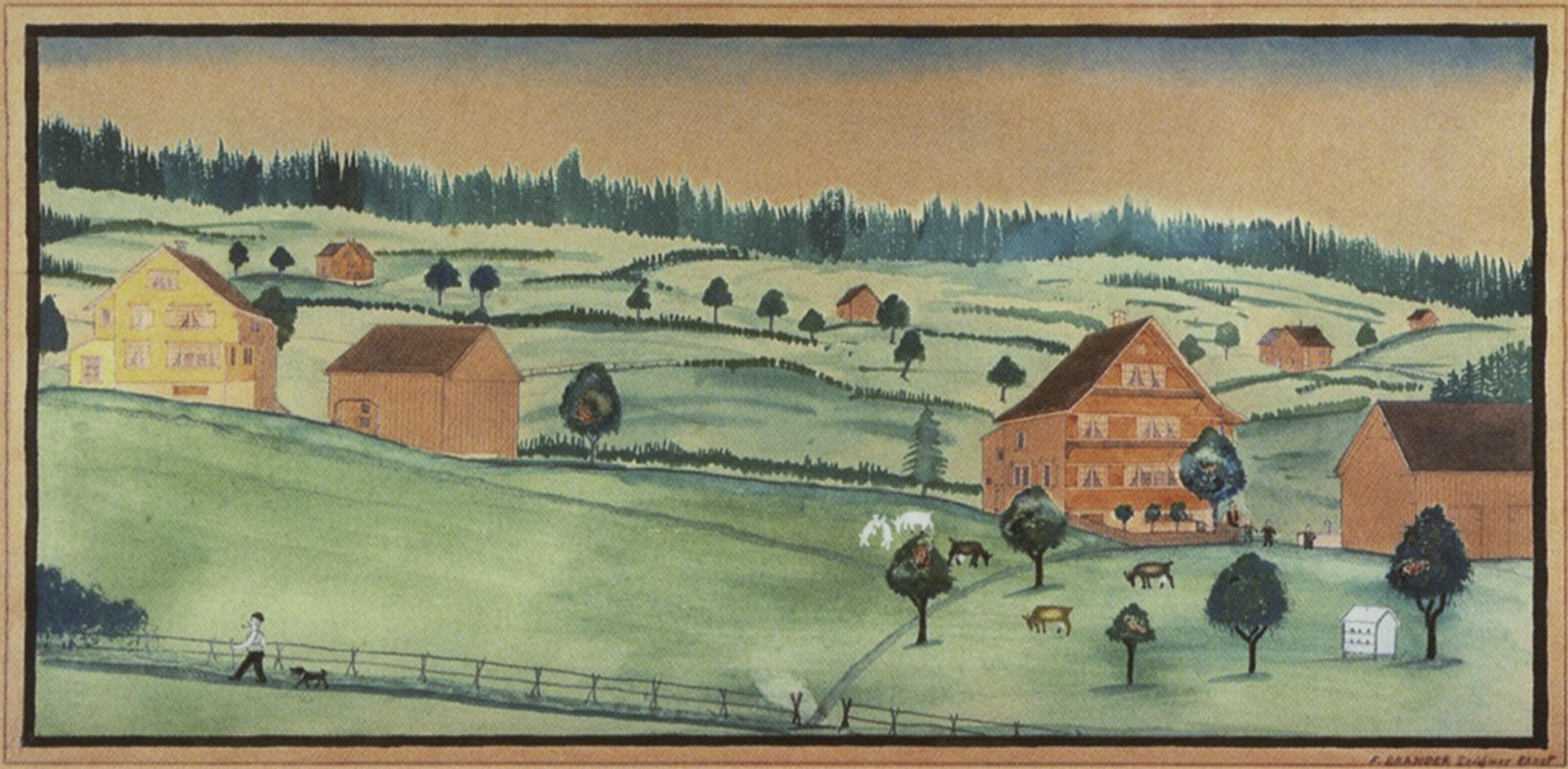
Dipinto di Felix Brander

## La pittura alpigiana nel XX e XXI secolo
| Sennenstreifen · Sennenstreifen · Sennenstreifen · Sennenstreifen · Sennenstreifen · Sennenstreifen |
| Sennenstreifen di Johannes Müller                                                                   |

La generazione successiva di pittori alpigiani risale principalmente al XX secolo e e riprese in gran parte la struttura della Senntumsmalerei del periodo classico per la rappresentazione di salite all'alpeggio e realizzazione di fondi di secchi. Successivamente, i circa cinquanta pittori alpigiani di quest'epoca trovarono il loro stile personale.
Il fiorente sviluppo economico del secondo dopoguerra fece sì che i discendenti delle famiglie contadine si trasferissero nelle emergenti regioni centrali del Mittelland. Coloro che si trasferirono sentirono nostalgia di casa e il loro reddito più elevato consentì di acquisire pitture alpigiane. Mostrarono interesse in questo tipo di opere anche i residenti della città interessati all'arte. I motivi della pittura contadina furono usati commercialmente, e così dagli anni 1960 ci fu una feroce controversia sull'autenticità della pittura alpigiana del tempo. Alcuni degli pittori alpigiani del XX secolo che si distinsero per il loro stile personale furono Albert Enzler, Franz Wild e Niklaus Wenk, mentre fra i pittori vissuti tra il XX e il XXI secolo vi sono Albert Manser, Willi Keller, Johann Hautle e Theres Tobler-Manser.

## Pittura alpigiana in altre regioni

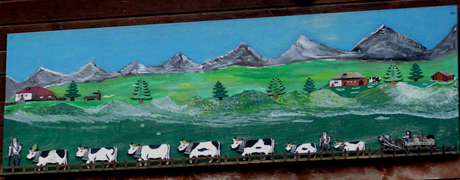
Pittura Poya raffigurante Estavannens

Una cultura paragonabile alla Senntumsmalerei intorno al Säntis si è sviluppata come pittura Poya nel distretto di Gruyere nel Canton Friburgo, sebbene non vi sia nessun chiaro collegamento tra le due. Le assi di legno, decorate con scene di salite all'alpeggio, erano appese sopra l'ingresso del fienile, così come le Sennenstreifen nella Svizzera orientale. Le immagini più antiche risalgono al 1830.